# Jan Kaczkowski
Jan Adam Kaczkowski (nascut el 19 de juliol de 1977 a Gdynia, mort el 28 de març de 2016 a Sopot) va ser un sacerdot catòlic polonès, doctor en ciències teològiques, bioètic, fundador i primer director de l'Hospici Puck.

## Biografia
Després de graduar-se a l'escola secundària, Kaczkowski va ser admès al Seminari de Gdańsk, on l'any 2002 va defensar la seva tesi en teologia. El mateix any va ser ordenat sacerdot. Kaczkowski va continuar els seus estudis, i el 2007 es va doctorar en teologia a la Universitat Cardenal Stefan Wyszyński de Varsòvia, i un any més tard va completar els estudis de postgrau en bioètica a la Universitat Pontifícia de Joan Pau II a Cracòvia.
A partir de 2004, es va dedicar fer un hospici a Puck. Va coordinar la construcció de l'hospici del 2007 al 2009. Va romandre com a director de la institució fins a la seva mort. A més de treballar a l'hospici, va treballar com a catequista en un institut des del 2004 fins al 2011, a més de ser vicari.
Va patir problemes de salut des del naixement, amb un greu dèficit de visió i parèsia a l'esquerra. El 2012 li van diagnosticar glioblastoma i va morir per aquesta malaltia el 28 de març de 2016.

## Premis i llegat
- L'11 d'abril de 2012, el president polonès Bronisław Komorowski li va atorgar l'Ordre de Polonia Restituta.[5][6]
- Se li va concedir el títol de ciutadà honorari de Puck.[7]
- El 2022, es va estrenar una pel·lícula biogràfica "Johnny" sobre la seva vida. La pel·lícula va tenir el segon millor resultat d'una pel·lícula polonesa a la taquilla nacional el 2022.[8]